# Andesembia cuencae
Andesembia cuencae is een insectensoort uit de familie Andesembiidae, die tot de orde webspinners (Embioptera) behoort. De soort komt voor in Ecuador.
Andesembia cuencae is voor het eerst wetenschappelijk beschreven door Ross in 2003.